# Chusaris indigna
Chusaris indigna là một loài bướm đêm trong họ Noctuidae.